# Phil Daniels
Philip William "Phil" Daniels (Islington, Londres; 25 de octubre de 1958) es un actor Inglés, más conocido por papeles en sus cine y televisión como el de Jimmy Cooper en Quadrophenia, Richards en Scum, Stewart en La clase de la señorita MacMichael, Danny en Breaking Glass, Mark en Mientras tanto, Billy the Kid en Billy the Kid and the Green Baize Vampire, Kevin Wicks en EastEnders, DCS Frank Patterson en New Tricks y Grandad Trotter en Rock & Chips, precuela de Only Fools and Horses. También es conocido por aparecer en la canción «Parklife», del álbum homónimo de la banda británica Blur.

## Biografía
Estudió actuación en el Anna Scher Theatre School en Islington, antes de realizar apariciones en películas y series de televisión.
Hizo su debut en el cine en 1976, a la edad de 17 años, como un camarero en Bugsy Malone. Ese mismo año tuvo papeles significativos en tres series de televisión; El Molly Wopsies, Cuatro Idle Hands y El Flockton folleto. Sin embargo, él había disfrutado de una aparición incidental (con estudiantes de arte dramático compañeros) el año anterior (1975) en Thames Television 's' 'Tienes que estar bromeando!' 'En los cuatro años siguientes apareció en Quadrophenia, Breaking Glass y Scum. También apareció en la serie de televisión de 1970 Cuervo.
A finales de 1970 y principios de 1980, Daniels fue miembro de nueva ola banda La Cruz, junto con el también actor Pedro Hugo Daly. Lanzaron un álbum (Phil Daniels + La Cruz) y el sencillo, "Matar Otra Noche" en la RCA Records en 1979.
Sus inclinaciones musicales fueron revelados cuando protagonizó un musical 1985 billar británico Billy el Niño y el tapete verde del vampiro. Además aparece en las pistas "Parklife" (del disco Parklife, 1994) y "Me, White Noise" (del disco Think Tank, 2003) de la banda Blur.
Él contribuyó la voz de la función de obtención, la rata obtuso a la película de animación Chicken Run. En los últimos años ha dirigido su atención a la comedia, que aparece en la serie Sunnyside Granja y junto a Al Murray en la comedia de culto Time Gentlemen Por favor. También interpretó a Freddy Windrush en un episodio de Gimme Gimme Gimme (Serie 2, Episodio 3 - " Cárcel de Visitantes").
Daniels ha actuado en el escenario con la Royal Shakespeare Company en obras de teatro como El mercader de Venecia El Judío de Malta y La naranja mecánica. En 2004 apareció en la BBC comedia dramática proscritos como un criminal abogado. En 2006 se unió al elenco de la popular telenovela de la BBC EastEnders jugando Kevin Mechas. El actor dejó temporalmente el espectáculo a principios de 2007, sin embargo, regresó en marzo de 2007. El 18 de agosto de 2007, se reveló en The Sun que Daniels era dejar el espectáculo. Su personaje murió en un accidente automovilístico en 31 de diciembre de 2007.
Daniels, junto con sus compañeros de reparto, asistió a una reunión de Quadrophenia en Cine de Londres y la Comic en el Earls Court el 1 y 2 de septiembre de 2007.
En mayo de 2008 Daniels corrió la flora Maratón de Londres en nombre de la "Sparks" La caridad, y en diciembre de 2008 protagonizó Sheffield Teatro y Evolución Pantomimes coproducción de Aladdin como "Abanazar" en Lyceum Theatre. Sheffield
A finales de 2008 Daniels expresó un personaje importante en el idioma Inglés re-lanzamiento del culto de 2006 noruega película de animación Free Jimmy, al lado de Woody Harrelson y con el diálogo escrito por Simon Pegg. También en 2008 protagonizó junto a Daniels Gary Stretch y Geoff Bell la película británica Freebird, dirigida por Jon Ivay, que siguió a tres ciclistas a través de un paseo por la droga en el galés campo.
Daniels apareció como El espejo mágico en la pantomima de Blancanieves y los siete enanitos en el Marlowe Theatre en diciembre de 2008, que también incluye un papel de ex EastEnders colega Emma Barton.
Daniels apareció en la serie de 2008 Strictly Come Dancing con pareja de baile Flavia Cacace. Él fue el primero en ser desalojado de la feria el 21 de septiembre de 2008.
Él apareció en Celebrity Mastermind: 2008/2009, terminando en el segundo lugar con 24 puntos. El 26 de junio de 2009 apareció en el escenario con Blur a los hombres Arena y luego otra vez el 28 de junio de 2009 a Glastonbury 2009 en su canción "Parklife",, así como en 2 y 3 julio de 2009 en sus Hyde Park Conciertos Daniels retratado el abuelo de del Boy en una precuela de la serie de comedia Only Fools and Horses llamada rock & Chips, que se proyectó en enero de 2010 y, el 13 de septiembre de 2010, sobre BBC Radio Five Live, James Buckley confirmó que rock & Chips se regresan por dos especialidades, una en la Navidad de 2010, y el otro en la Pascua de 2011. Daniels posteriormente se repitió su papel como Ted Trotter tanto de la rock & Chips 'especiales'. 2013 vio el lanzamiento de la película Vinilo en el que Phil Daniels no sólo estrellas, sino también escribió y realiza la mayor parte de la música de la película la banda sonora. Dirigida por Sara Sugarman, Vinyl es la historia de un grupo de rock de envejecimiento forzado para con la industria de la música para ganar el juego de radio del futuro ficha comunicados. La película está basada en hechos reales que enfrentan los La alarma que se llevó a cabo en el Reino Unido en 2004.
Daniels ahora coanfitriona de un pódcast semanal con Ceri Levy dedicada a Chelsea Football Club, "Los Chels - El Chelsea podcast".

### Vida personal
Daniels tenía una relación a largo plazo con Jan Stevens, que murió en 2012. La pareja tuvo una hija, Ella (nacidos c.  1990) Él es un fanático del Chelsea FC

### Filmografía
| Año  | Película                                | Papel                                  |
| ---- | --------------------------------------- | -------------------------------------- |
| 2012 | Vinilo                                  | Johnny Jones                           |
| 2008 | Weekes' Revenge                         | Brian Harris                           |
| 2008 | Freebird                                | Gruñón                                 |
| 2006 | Free Jimmy                              | Gaz, versión en inglés lanzado en 2008 |
| 2001 | Adiós Charlie Bright                    | Eddie                                  |
| 2000 | Chicken Run                             | Fetcher                                |
| 1998 | Todavía Crazy                           | Neil Gaydon                            |
| 1985 | La novia                                | Bela                                   |
| 1985 | Billy el Niño y la tabla bayeta vampiro | Billy the Kid                          |
| 1984 | Mientras tanto                          | Marcos Pollock                         |
| 1983 | La timidez de la Loverat                | Johnny Hitchcock                       |
| 1980 | Breaking Glass                          | Danny                                  |
| 1979 | Amanecer Zulú                           | Pullen                                 |
| 1979 | Quadrophenia                            | Jimmy Cooper                           |
| 1979 | Scum                                    | Richards                               |
| 1978 | La clase de la señorita MacMichael      | Stewart                                |
| 1976 | Bugsy Malone                            | Camarero                               |

### Televisión
- ¿Fue algo que dije? (1 episodio, 2013) - Él Mismo - Invitado Narrador
- Rock & Chips (3 episodios, 2010-2011) - el abuelo Ted Trotter
- Nuevos Trucos (2 episodios, 2009-2010) - DCS Frank Paterson
- Midsomer Murders (1 episodio, 2010) - Teddy Molloy
- Los 100 mejores momentos de la Copa Mundial de todos los tiempos! (Voz)
- Desayuno (2 episodios, 2008-2010) - Él Mismo
- De Blur: Live at Hyde Park, Londres - 02 de julio de 2009 (2010) - Él Mismo - Invitado Vocals
- Loose Women (3 episodios, 2008-2010) - Él Mismo
- Agatha Christie Poirot (1 episodio, 2009) - El inspector Hardcastle
- Misfits (1 episodio, 2009) - como Keith el perro (Voz)
- La Podge y Rodge Mostrar (1 episodio, 2009) - Mismo
- Mastermind (1 episodio, 2009) - Mismo
- Strictly Come Dancing (4 episodios, 2008) - Mismo
- Strictly Come Dancing: It Takes Two (1 episodio, 2008) - Mismo
- The One Show (1 episodio, 2008) - Mismo
- Would I Lie to You (1 episodio, 2008) - El mismo?
- EastEnders (208 episodios, 2006-2008) - Kevin Mechas
- Niños Necesitados (1 episodio, 2007) - Él mismo - Ejecutante
- British Film Forever (2 episodios, 2007) - Él mismo
- British Soap Awards 2007 (2007) - Mismo
- Los 50 más grandes dramas de televisión (2007) - Él mismo
- A Question of Sport (1 episodio, 2006) - Mismo
- Elenco (1 episodio, 2005) - Mismo
- Wickham Road (2005) - Narrador
- Outlaws (12 episodios, 2004) - Bruce Dunbar
- Waking the Dead (1 episodio, 2004) - Det Superintendente Andy Bulmer
- The Long Firm (2004) - Jimmy
- Time Gentlemen favor (36 episodios, 2000-2002) - Terry Brooks
- Adiós Charlie Bright (2001) - Eddie
- Gimme Gimme Gimme (TV) (1 episodio, 2000) - Freddy Windrush
- Vecinos Nasty (2000) - Robert Chapman
- Sexo, Chips & Rock n 'Roll' '(TV) (1999) - Larry Valentine
- Sexo y chocolate (película de TV) (1997) - Ian Bodger
- Holding On (1997) - Gary Rickey
- Sunnyside Granja (1997) - Raymond Sunnyside
- El mundo de Lee Evans (1995) - Hitcher
- Un pie en la tumba: La sabiduría de la bruja (1995) - Melvin
- Mala Conducta (1993) - Nunn Hermano
- The Pickwick Papers (1985) - Sam Weller
- Mientras tanto (TV / Cine) (1984) - Marcos Pollock
- I Remember Nelson (TV) (1982) - Will Blackie
- El sueño de una noche de verano (1981) - Puck
- Cuervo (1977) - Cuervo
- El Flockton folleto (1976, transmitido en 1977) - Don Davis
- Cuatro Idle Hands (1976) - Mike Dudds
- El Molly Wopsies (1976) - Alan Musgrove

### Radio
- El tambor de hojalata (1999) - Oskar Matzerath[16]
- En el techo - Sábado Play, BBC Radio 4, 7 de febrero 2009[17]

### Teatro
- Aladdin Sheffield Liceo
- Fresh Kills
- True West
- The Green Man
- El cuento de invierno
- Elección del Distribuidor
- Carrusel
- El número de Clausura
- Johnny Petróleo Contraataca
- The Lucky Ones
- El mercader de Venecia
- El Judío de Malta
- Medida por medida
- La tragedia del Revenger
- La naranja mecánica
- Rosencrantz y Guildenstern Are Dead
- La ópera del mendigo
- El Dios de Soho
- Antonio y Cleopatra

### Discografía
álbumes;
- Phil Daniels + La Cruz (Phil Daniels + La Cruz) (1979)

colaboraciones;
- Matar a otro por la noche (Phil Daniels + La Cruz) (1979)
- Penúltimo Persona (Phil Daniels + La Cruz) (1980, sólo para Europa)
- The Stranglers y amigos viven en El Arco Iris. Phil Daniels es uno de los cantantes en lugar de Hugh Cornwell, vocalista The Stranglers 'que fue encarcelado en el momento (1980)
- Parklife del disco Parklife (Blur con Phil Daniels) (1994)
- Me, White Noise del disco Think Tank (Blur con Phil Daniels) (2003)
- Gratuitas de Rock and Roll de la película "Vinyl" (Phil Daniels, Keith Allen y de la alarma) (2013)